# Величко, Александр Григорьевич
Александр Григорьевич Величко (р. 19 мая 1952, Днепропетровск) — украинский учёный-металлург. Доктор технических наук (1994), профессор (1996), член-корреспондент НАН Украины (2009). Заслуженный работник образования Украины (1999). Лауреат Государственной премии Украины в области науки и техники (2000).
В 1974 году окончил ДМетИ как инженер-металлург, где продолжил работать в качестве ассистента, доцента, профессора на кафедре металлургии стали. В 1979 году защитил кандидатскую диссертацию, а в 1994 — докторскую. С 1988 года является деканом академии, с 1996 — проректором, с 1997 — первым проректором, а с 2001 — ректором. Являлся ректором по 2021 год. Ныне директор института Украинского государственного университета науки и технологий, в который была реорганизована НМетАУ. Под его началом защищено 5 кандидатских диссертаций.
С 2005 года возглавляет совет ректоров области.
Область научных интересов — фундаментальные основы металлургического производства, разработка практических рекомендаций конструктивного и технологического направления. Автор более 500 научных и учебно-методических работ, в том числе 50 изобретений, 6 учебников ("Внепечная обработка стали", "Бескоксовая металлургия железа", "Сталеплавильне виробництво" и др.), 3 монографий (в т. ч. "Высоконадежное металлургическое оборудование в ресурсосберегающих технологиях").